# Division IB du Championnat du monde moins de 18 ans de hockey sur glace 2016

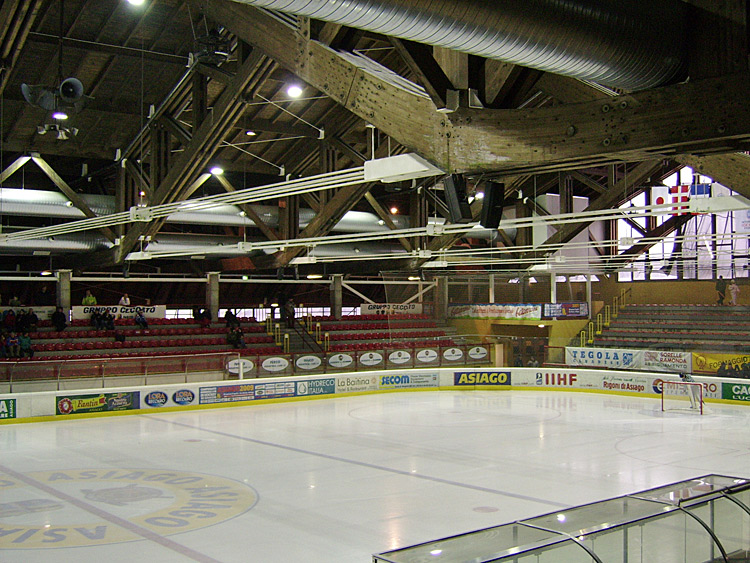
Vue de l'intérieur du Pala Hodegart à Asiago

Navigation
Division IB en 2015 Division IB en 2017
Le tournoi de la Division I B du Championnat du monde moins de 18 ans de hockey sur glace 2016 se déroule du 18 au 24 avril 2016 à Asiago en Italie.
| \| Localisation de la ville d'Asiago dans le Nord de l'Italie. \| Localisation de la ville d'Asiago dans le Nord de l'Italie. |
| Localisation de la ville d'Asiago dans le Nord de l'Italie.                                                                   |

## Format de la compétition

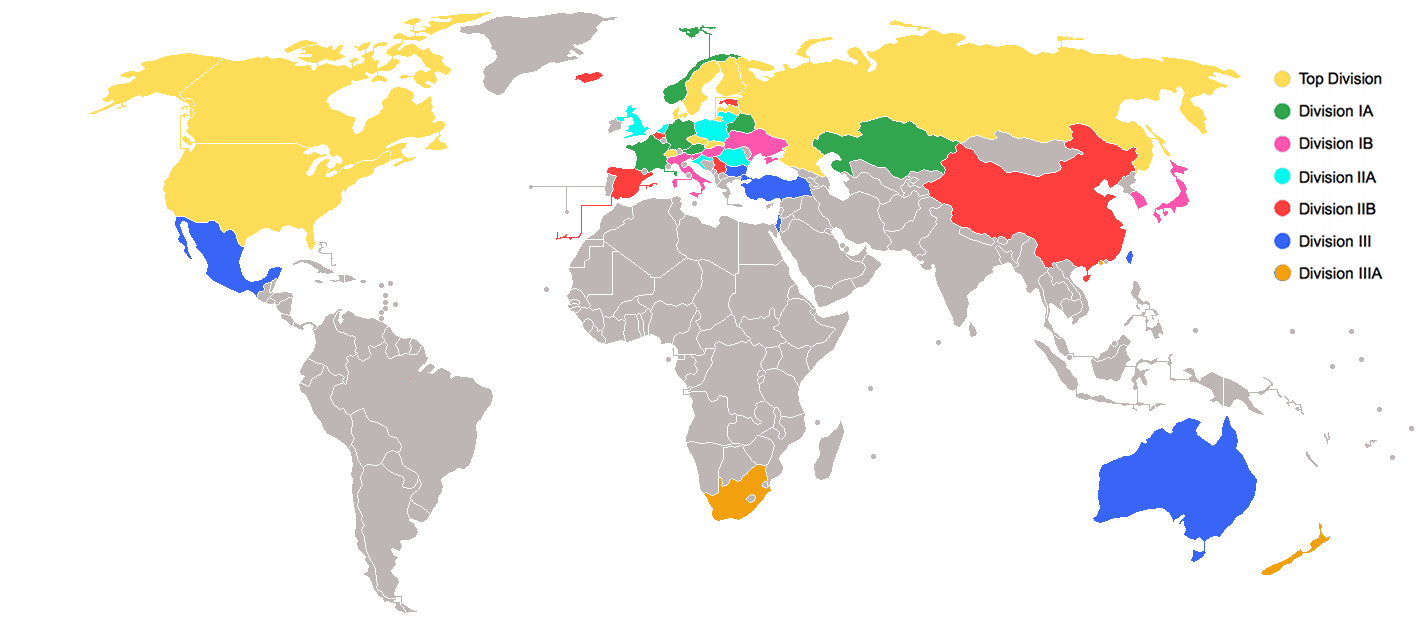
Pays participant au Championnat du monde moins de 18 ans de hockey sur glace 2016.

Le Championnat du monde moins de 18 ans de hockey sur glace 2016 se dispute en plusieurs compétitions distinctes, en fonction des Divisions.
Le groupe principal (Division Élite) regroupe 10 équipes réparties en deux poules de 5 qui disputent un tour préliminaire. Les 4 premiers de chaque poule sont qualifiés pour les quarts de finale. Les derniers de chaque poule disputent une poule de maintien jouée au meilleur des 3 matches. Le perdant est relégué en Division IA pour l'édition 2017.
Pour les autres divisions qui comptent 6 équipes (sauf la Division III B qui en compte 3), les équipes s’affrontent entre elles et, à l'issue de cette compétition, le premier est promu dans la division supérieure et le dernier est relégué dans la division inférieure.
Lors des phases de poule, les points sont attribués ainsi :
- victoire : 3 points ;
- victoire en prolongation ou aux tirs de fusillade : 2 points ;
- défaite en prolongation ou aux tirs de fusillade : 1 point ;
- défaite : 0 point.

## Nations participantes
- Corée du Sud, promu de la Division II A en 2015
- Hongrie, relégué de la Division I A en 2015
- Italie, pays hôte
- Japon
- Slovénie
- Ukraine

## Résultats
| 18 avril 2016 | Corée du Sud | 2-6 (0-1, 1-1, 1-4) | Hongrie | Pala Hodegart 100 spectateurs |

| Feuille de match | Feuille de match | Feuille de match | Feuille de match | Feuille de match              |
| ---------------- | ---------------- | ---------------- | ---------------- | ----------------------------- |
|                  |                  |                  |                  | Arbitrage : Juges de lignes : |
|                  |                  |                  |                  |                               |
| 6 min            | Pénalités        | 6 min            |                  |                               |
| 31               | Tirs             | 47               |                  |                               |

| 18 avril 2016 | Ukraine | 3-1 (1-1, 1-0, 1-0) | Slovénie | Pala Hodegart 120 spectateurs |

| Feuille de match | Feuille de match | Feuille de match | Feuille de match | Feuille de match              |
| ---------------- | ---------------- | ---------------- | ---------------- | ----------------------------- |
|                  |                  |                  |                  | Arbitrage : Juges de lignes : |
|                  |                  |                  |                  |                               |
| 10 min           | Pénalités        | 14 min           |                  |                               |
| 35               | Tirs             | 25               |                  |                               |

| 18 avril 2016 | Italie | 2-3 (2-0, 0-2, 0-1) | Japon | Pala Hodegart 400 spectateurs |

| Feuille de match | Feuille de match | Feuille de match | Feuille de match | Feuille de match              |
| ---------------- | ---------------- | ---------------- | ---------------- | ----------------------------- |
|                  |                  |                  |                  | Arbitrage : Juges de lignes : |
|                  |                  |                  |                  |                               |
| 14 min           | Pénalités        | 10 min           |                  |                               |
| 33               | Tirs             | 30               |                  |                               |

| 19 avril 2016 | Hongrie | 6-2 (2-1, 0-1, 4-0) | Ukraine | Pala Hodegart 130 spectateurs |

| Feuille de match | Feuille de match | Feuille de match | Feuille de match | Feuille de match              |
| ---------------- | ---------------- | ---------------- | ---------------- | ----------------------------- |
|                  |                  |                  |                  | Arbitrage : Juges de lignes : |
|                  |                  |                  |                  |                               |
| 16 min           | Pénalités        | 16 min           |                  |                               |
| 35               | Tirs             | 31               |                  |                               |

| 19 avril 2016 | Japon | 1-0 (1-0, 0-0, 0-0) | Corée du Sud | Pala Hodegart 100 spectateurs |

| Feuille de match | Feuille de match | Feuille de match | Feuille de match | Feuille de match              |
| ---------------- | ---------------- | ---------------- | ---------------- | ----------------------------- |
|                  |                  |                  |                  | Arbitrage : Juges de lignes : |
|                  |                  |                  |                  |                               |
| 12 min           | Pénalités        | 16 min           |                  |                               |
| 25               | Tirs             | 21               |                  |                               |

| 19 avril 2016 | Slovénie | 4-2 (0-2, 1-0, 3-0) | Italie | Pala Hodegart 500 spectateurs |

| Feuille de match | Feuille de match | Feuille de match | Feuille de match | Feuille de match              |
| ---------------- | ---------------- | ---------------- | ---------------- | ----------------------------- |
|                  |                  |                  |                  | Arbitrage : Juges de lignes : |
|                  |                  |                  |                  |                               |
| 37 min           | Pénalités        | 12 min           |                  |                               |
| 29               | Tirs             | 22               |                  |                               |

| 21 avril 2016 | Slovénie | 1-4 (0-3, 1-0, 0-1) | Japon | Pala Hodegart 200 spectateurs |

| Feuille de match | Feuille de match | Feuille de match | Feuille de match | Feuille de match              |
| ---------------- | ---------------- | ---------------- | ---------------- | ----------------------------- |
|                  |                  |                  |                  | Arbitrage : Juges de lignes : |
|                  |                  |                  |                  |                               |
| 18 min           | Pénalités        | 16 min           |                  |                               |
| 17               | Tirs             | 32               |                  |                               |

| 21 avril 2016 | Corée du Sud | 3-6 (1-2, 1-2, 1-2) | Ukraine | Pala Hodegart 150 spectateurs |

| Feuille de match | Feuille de match | Feuille de match | Feuille de match | Feuille de match              |
| ---------------- | ---------------- | ---------------- | ---------------- | ----------------------------- |
|                  |                  |                  |                  | Arbitrage : Juges de lignes : |
|                  |                  |                  |                  |                               |
| 49 min           | Pénalités        | 49 min           |                  |                               |
| 40               | Tirs             | 34               |                  |                               |

| 21 avril 2016 | Hongrie | 7-1 (3-1, 1-0, 3-0) | Italie | Pala Hodegart 500 spectateurs |

| Feuille de match | Feuille de match | Feuille de match | Feuille de match | Feuille de match              |
| ---------------- | ---------------- | ---------------- | ---------------- | ----------------------------- |
|                  |                  |                  |                  | Arbitrage : Juges de lignes : |
|                  |                  |                  |                  |                               |
| 6 min            | Pénalités        | 12 min           |                  |                               |
| 28               | Tirs             | 31               |                  |                               |

| 22 avril 2016 | Slovénie | 9-3 (3-1, 3-1, 3-1) | Corée du Sud | Pala Hodegart 150 spectateurs |

| Feuille de match | Feuille de match | Feuille de match | Feuille de match | Feuille de match              |
| ---------------- | ---------------- | ---------------- | ---------------- | ----------------------------- |
|                  |                  |                  |                  | Arbitrage : Juges de lignes : |
|                  |                  |                  |                  |                               |
| 10 min           | Pénalités        | 8 min            |                  |                               |
| 39               | Tirs             | 21               |                  |                               |

| 22 avril 2016 | Japon | 2-4 (0-0, 2-2, 0-2) | Hongrie | Pala Hodegart 200 spectateurs |

| Feuille de match | Feuille de match | Feuille de match | Feuille de match | Feuille de match              |
| ---------------- | ---------------- | ---------------- | ---------------- | ----------------------------- |
|                  |                  |                  |                  | Arbitrage : Juges de lignes : |
|                  |                  |                  |                  |                               |
| 6 min            | Pénalités        | 8 min            |                  |                               |
| 24               | Tirs             | 20               |                  |                               |

| 22 avril 2016 | Ukraine | 4-2 (2-2, 1-0, 1-0) | Italie | Pala Hodegart 600 spectateurs |

| Feuille de match | Feuille de match | Feuille de match | Feuille de match | Feuille de match              |
| ---------------- | ---------------- | ---------------- | ---------------- | ----------------------------- |
|                  |                  |                  |                  | Arbitrage : Juges de lignes : |
|                  |                  |                  |                  |                               |
| 64 min           | Pénalités        | 24 min           |                  |                               |
| 36               | Tirs             | 24               |                  |                               |

| 24 avril 2016 | Japon | 3-2 (2-1, 1-1, 0-0) | Ukraine | Pala Hodegart 150 spectateurs |

| Feuille de match | Feuille de match | Feuille de match | Feuille de match | Feuille de match              |
| ---------------- | ---------------- | ---------------- | ---------------- | ----------------------------- |
|                  |                  |                  |                  | Arbitrage : Juges de lignes : |
|                  |                  |                  |                  |                               |
| 10 min           | Pénalités        | 22 min           |                  |                               |
| 32               | Tirs             | 22               |                  |                               |

| 24 avril 2016 | Hongrie | 5-4 (2-2, 1-1, 2-1) | Slovénie | Pala Hodegart 250 spectateurs |

| Feuille de match | Feuille de match | Feuille de match | Feuille de match | Feuille de match              |
| ---------------- | ---------------- | ---------------- | ---------------- | ----------------------------- |
|                  |                  |                  |                  | Arbitrage : Juges de lignes : |
|                  |                  |                  |                  |                               |
| 14 min           | Pénalités        | 6 min            |                  |                               |
| 28               | Tirs             | 31               |                  |                               |

| 24 avril 2016 | Italie | 5-2 (1-0, 3-1, 1-1) | Corée du Sud | Pala Hodegart 1 050 spectateurs |

| Feuille de match | Feuille de match | Feuille de match | Feuille de match | Feuille de match              |
| ---------------- | ---------------- | ---------------- | ---------------- | ----------------------------- |
|                  |                  |                  |                  | Arbitrage : Juges de lignes : |
|                  |                  |                  |                  |                               |
| 14 min           | Pénalités        | 10 min           |                  |                               |
| 28               | Tirs             | 28               |                  |                               |

## Classement final
| Clt   | Équipe           | PJ | V | VP | D | DP | BP | BC | Diff | Pts |
| ----- | ---------------- | -- | - | -- | - | -- | -- | -- | ---- | --- |
| +001, | Hongrie (R)      | 5  | 5 | 0  | 0 | 0  | 28 | 11 | +17  | 15  |
| +002, | Japon            | 5  | 4 | 0  | 1 | 0  | 13 | 9  | +4   | 12  |
| +003, | Ukraine          | 5  | 3 | 0  | 2 | 0  | 17 | 15 | +2   | 9   |
| +004, | Slovénie         | 5  | 2 | 0  | 3 | 0  | 19 | 17 | +2   | 6   |
| +005, | Italie           | 5  | 1 | 0  | 4 | 0  | 12 | 20 | -8   | 3   |
| +006, | Corée du Sud (P) | 5  | 0 | 0  | 5 | 0  | 10 | 27 | -17  | 0   |

- Promu en Division IA en 2017
- Relégué en Division IIA en 2017

Pour les significations des abréviations, voir statistiques du hockey sur glace.

## Statistiques et récompenses individuelles
Meilleurs joueurs
- Gardien : David Mark Kovacs (Hongrie)
- Défenseur : Junki Shinoda (Japon)
- Attaqant : Jan Drozg (Slovénie)

| Rang | Joueur           | Pays     | PJ | B | A | Pts | Pun | +/− |
| ---- | ---------------- | -------- | -- | - | - | --- | --- | --- |
| 1    | Vadim Mazour     | Ukraine  | 5  | 4 | 7 | 11  | 6   | +10 |
| 2    | Andrei Deniskine | Ukraine  | 5  | 4 | 5 | 9   | 2   | +5  |
| 2    | Patrik Kiss      | Hongrie  | 5  | 4 | 5 | 9   | 4   | +7  |
| 4    | Bálint Horváth   | Hongrie  | 5  | 5 | 3 | 8   | 2   | +8  |
| 4    | Donát Szita      | Hongrie  | 5  | 5 | 3 | 8   | 2   | +4  |
| 6    | Jan Drozg        | Slovénie | 5  | 3 | 4 | 7   | 2   | -1  |
| 7    | Simon Berger     | Italie   | 5  | 1 | 6 | 7   | 10  | -2  |
| 8    | Igor Merezhko    | Ukraine  | 5  | 0 | 7 | 7   | 24  | +7  |
| 9    | Kevin Fink       | Italie   | 5  | 5 | 1 | 6   | 4   | -2  |
| 10   | Bogdan Stoupak   | Ukraine  | 5  | 4 | 2 | 6   | 14  | +8  |

| Rang | Joueur            | Pays         | J | Min          | BC | Moy  | %Arr  | Bl |
| ---- | ----------------- | ------------ | - | ------------ | -- | ---- | ----- | -- |
| 1    | Martin Szeles     | Hongrie      | 3 | 151 min 14 s | 5  | 1,98 | 93,75 | 0  |
| 2    | Ryota Koda        | Japon        | 4 | 239 min 42 s | 6  | 1,50 | 93,41 | 1  |
| 3    | David Mark Kovacs | Hongrie      | 3 | 148 min 46 s | 6  | 2,42 | 91,18 | 0  |
| 4    | Bogdan Diatchenko | Ukraine      | 5 | 299 min 0 s  | 14 | 2,81 | 91,03 | 0  |
| 5    | Žiga Kogovšek     | Slovénie     | 3 | 176 min 47 s | 7  | 2,38 | 90,28 | 0  |
| 6    | Robin Quagliato   | Italie       | 4 | 225 min 4 s  | 15 | 4,00 | 85,71 | 0  |
| 7    | Kim Tae-kyung     | Corée du Sud | 4 | 220 min 3 s  | 19 | 5,18 | 85,04 | 0  |
| 8    | Luka Sotlar       | Slovénie     | 3 | 121 min 14 s | 10 | 4,95 | 84,85 | 0  |

Pour les significations des abréviations, voir statistiques du hockey sur glace.
Nota : seuls sont classés les gardiens ayant joué au minimum 40 % du temps de jeu de leur équipe.